# Yaloké-Bossembélé
Yaloké-Bossembélé – podprefektura w Republice Środkowoafrykańskiej w prefekturze Ombella-M'Poko. W 2003 roku liczyła 67 184 mieszkańców. 
Na terenie podprefektury leżą miasta Yaloké i Bossembélé.